# Sátántangó
Sátántangó is een Hongaarse dramafilm uit 1994 onder regie van Béla Tarr. Deze meer dan zeven uur durende zwart-witfilm is gebaseerd op de gelijknamige roman van de Hongaarse auteur László Krasznahorkai. Tarr wilde de film al draaien sinds 1985, maar kon niet vanwege het toenmalige politieke klimaat in Hongarije.

## Verhaal
De film handelt over het verval van een collectief landbouwbedrijf in Hongarije. De bewoners van de boerderij willen het dorp verlaten met een grote gelduitkering die ze die avond verwachten. Zij horen echter dat de charismatische Irimiás is teruggekeerd in het dorp. Hij was twee jaar tevoren verdwenen en men dacht dat hij dood was. Ze zijn bang dat hij het geld zal inpikken en gebruiken in een poging om de gemeenschap in stand te houden.

## Rolverdeling
| Acteur             | Personage     |
| ------------------ | ------------- |
| Mihály Víg         | Irimiás       |
| Putyi Horváth      | Petrina       |
| László Lugossy     | Schmidt       |
| Éva Almássy Albert | Mevr. Schmidt |
| János Derzsi       | Kráner        |
| Irén Szajki        | Mevr. Kráner  |
| Alfréd Járai       | Halics        |
| Miklós Székely B.  | Futaki        |
| Erzsébet Gaál      | Mevr. Halics  |
| Erika Bók          | Estike        |